# دسیدوا

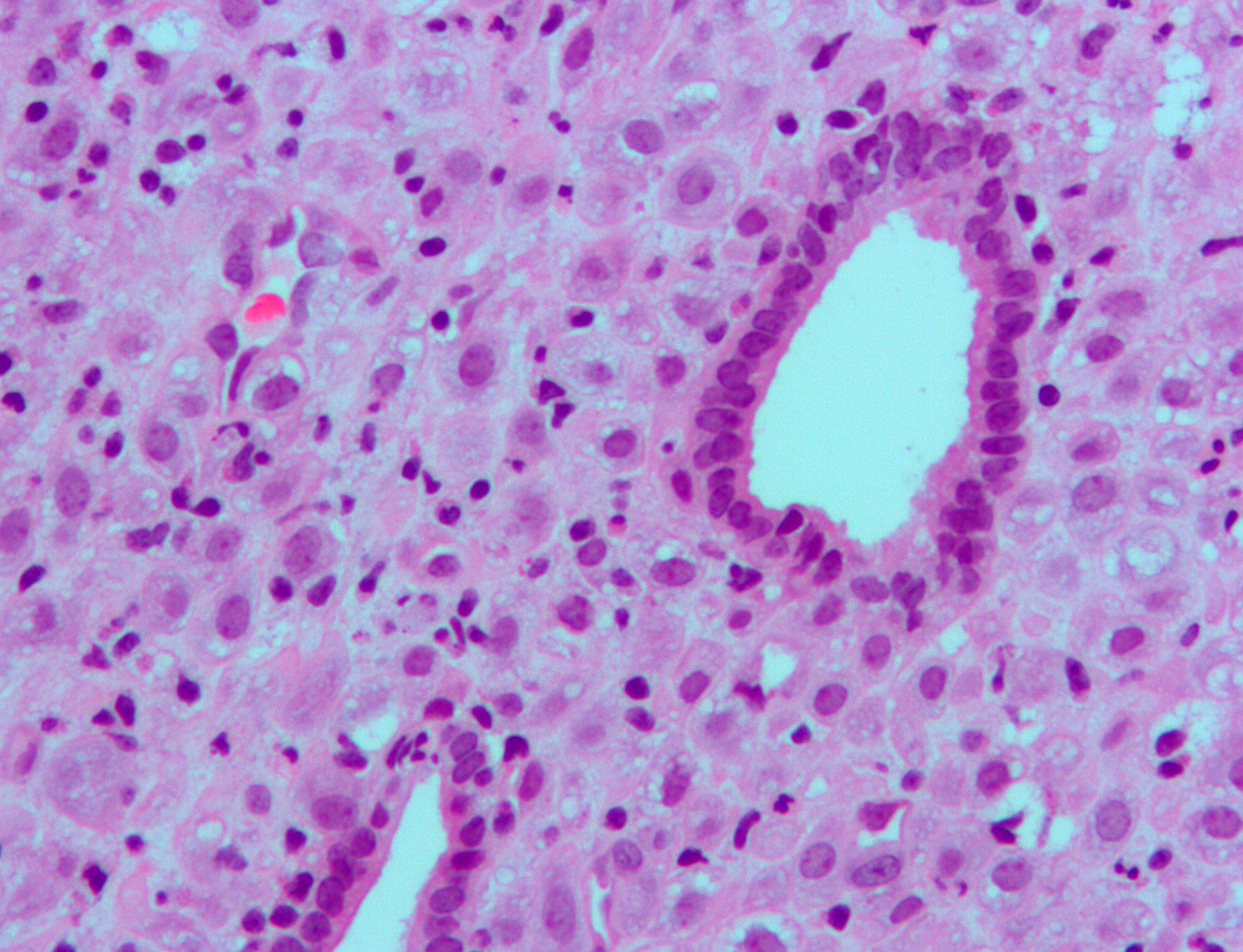
ریزنگاری از اندومتری که به دلیل پروژسترون برون‌زاد، دسیدوالیزه شده است. رنگ‌آمیزی H&E.

دسیدوا (به انگلیسی: Decidua)، مرز مخاطی رحم است (یعنی اندومتر تغییریافته) که تدارکات بارداری را شکل می دهد. دسیدوا در فرایندی به نام دسیدواسازی، تحت تأثیر پروژسترون تشکیل شده است. سلول‌های اندومتری به شدت متمایز اند. دسیدوا تشکیل بخش مادری جفت را تشکیل داده و طی دوره بارداری باقی می ماند. این بخش طی زایمان می ریزد، به همین دلیل به آن دسیدوا گفته می شود، چرا که معنای نزدیکی با کلمه deciduous به معنای برگ‌ریزان دارد.

## ساختار
بخشی از دسیدوا که با تروفوبلاست برهمکنش دارد را  دسیدوای قاعده‌ای نامند (به آن دسیدوای جفتی نیز گفته می شود)، در حالی که دسیدوای کپسولی روی رویان، در سمت حفره‌ای رشد کرده، و آن را با اندومتر محصور می کند. باقی‌مانده دسیدوا به نام دسیدوای جداری یا دسیدوا ورا نامگذاری شده که در ماه چهارم بارداری با دسیدوای کپسولی جوش می خورد.
سه لایه از دسیدوای قاعده‌ای که از نظر ریخت‌شناسی متمایز اند را می توان به این صورت توصیف کرد:
- لایه فشرده خارجی (استراتوم کامپکتوم)
- لایه میانی (استراتوم اسپانجیوسوم)
- لایه مرزی مجاور با میومتریوم (استراتوم بازالیس)

## پیوندهای بیرونی
- Histologic picture at med.utah.edu
- تصویر بافت‌شناسی: 19904loa - سامانهٔ یادگیری بافت‌شناسی در دانشگاه بوستون